# Rating
| AAA AA A BBB                                           | Investiční stupně   |
|                                                        |                     |
| BB B CCC CC C SD (selektivní selhání) země bez ratingu | Spekulativní stupně |

Rating evropských zemí agentury S&P

Rating (angl. hodnocení; vysl. [rejtink]) je nezávislé hodnocení různých subjektů, které je řadí do několika kategorií a dovoluje tak přibližné srovnání, případně i vytvoření pořadí (ranking).
Nejčastěji se hovoří o úvěrovém ratingu, který vyjadřuje důvěryhodnost dlužníka (emitenta) nebo cenného papíru a který udělují ratingové agentury.

## Úvěrový rating
Úvěrový rating (credit rating) je kód, který vyjadřuje bonitu či důvěryhodnost, to jest pravděpodobnost, že půjčka či cenný papír bude správně a včas splacen. Může se týkat jak jednotlivých emisí (cenných papírů), tak také jejich emitentů – bank, firem nebo států. Rating má rozhodující vliv na ochotu bank příslušnému subjektu půjčovat (případně kupovat jeho závazky) i na podmínky takové půjčky: úrokové sazby, lhůty i pojištění rizik (Credit default swap, CDS). Rating udělují renomované ratingové agentury na základě komplexního rozboru veškerých známých rizik hodnoceného subjektu a odhaduje schopnost i ochotu tohoto subjektu dostát včas a v plné výši svým závazkům. Ratingové kódy obvykle začínají písmeny A (nejlepší) až D (nejhorší), agentury však používají ještě jemnější dělení.

## Historie ratingu
| AAA | AA | A | BBB | BB | B | CCC | CC/D |

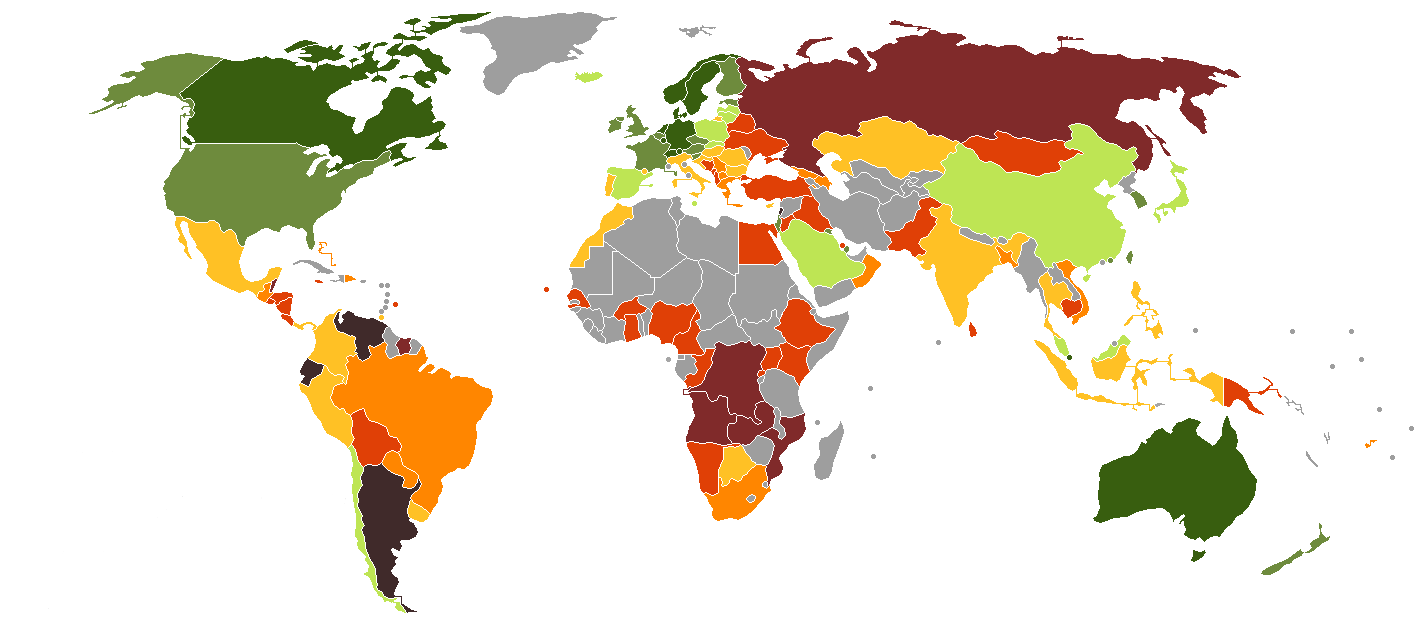
Ratingy devizových závazků národních vlád podle agentury Standard & Poor's

Historie ratingu jako služby úzce souvisí s vývojem finančního trhu Spojených států amerických. Za počátek ratingu se dá považovat rok 1909, kdy John Moody začal hodnotit obligace železničních společností (což tehdy bylo velmi významné odvětví hospodářství). Nedlouho poté začal používat tento typ hodnocení i pro dluhopisy podniků veřejných služeb a průmyslových společností. Mezi první agentury dále patřila Poor‘s Publishing Company, která vydala své první ratingy v roce 1916, a Standard Statistics Company a Fitch Publishing Company, jejichž ratingy následovaly v roce 1922.
Postupně se ratingový trh vyvinul tak, že dnes existují tři vedoucí globální ratingové agentury a další lokální a specificky zaměřené agentury, které ovšem nejsou celosvětově konkurenceschopné.

## Druhy ratingu
Obecně můžeme rating rozdělit na rating emise (cenného papíru) a rating emitenta (firmy, státu), které spolu v mnoha případech přímo souvisí. Dalším velmi důležitým kritériem je pak časové hledisko, podle kterého dělíme rating na krátkodobý (hodnocení závazků do 1 roku splatnosti) a dlouhodobý (závazky se splatností nad 1 rok).

### Rating emise
Většina ratingů se týká právě konkrétní emise určitého instrumentu (cenného papíru) a hodnotí pravděpodobnost úplného splacení této emise v daném čase. Může se tedy stát, že jeden emitent bude mít současně několik emisí s odlišným ratingovým hodnocením. Taková situace nastane tehdy, když se podmínky jednotlivých emisí liší a jsou ratingem zohledněny.

### Rating emitenta
Rating emitenta nemusí být nutně výsledkem celkového ratingového hodnocení daného subjektu. Velmi často se pouze odvozuje z ratingů udělených jednotlivým emisím s ohledem na faktory, které nebyly při hodnocení emise uplatněny. Rating emitenta tedy odhaduje schopnost emitenta dostát svým závazkům a obvykle má velký vliv na výši úrokové sazby, která je při konkrétní emisi použita.

## Hodnotící kritéria
Při ratingovém hodnocení musí být brány v úvahu jak faktory působící uvnitř hodnoceného subjektu, tak i faktory vnější. Pro klasifikaci je dále členíme na faktory kvantitativní a kvalitativní.
Kvantitativní faktory posuzují především hospodářské podmínky a jsou obvykle výsledkem nějaké matematicko-statistické metody. Můžeme sem zařadit hodnocení na základě ukazatelů z účetnictví, jako jsou například zisk, kapitálová struktura, likvidita, vývoj peněžních prostředků a podobně. U států sem patří hospodářský růst, míra inflace, míra zadlužení a podobně.
Kvalitativní faktory jsou naopak ty, které lze jen těžko objektivizovat. Patří sem například řízení společnosti, vztahy s obchodními partnery, řízení rizik, strategie společnosti, vládní politika a konkurenční prostředí. U států je to například platební a rozpočtová kázeň v minulosti nebo politická stabilita.

## Ratingové agentury
Ratingové agentury jsou společnosti, které přidělují ratingová hodnocení jak emitentům, tak i jednotlivým emisím určitých instrumentů. Pro činnost těchto agentur jsou nejdůležitější nezávislost a důvěryhodnost. Nezaměřují se pouze na soukromé společnosti, ale provádí i hodnocení jiných subjektů – například států.
Za nejvýznamnější ratingové agentury můžeme v současné době považovat Moody's, Standard & Poor's a Fitch Ratings, které jsou označovány jako „velká trojka“. Moody's a S&P jsou agentury z USA, zatímco Fitch sídlí v New Yorku a Londýně a je řízena francouzskou společností Fimalac. Tyto agentury působí na celém světě a jejich hodnocení je nejvíce mezinárodně uznáváno. Čínská ratingová agentura Dagong Global je jediná agentura mimo „velké trojky“, která vzbuzuje větší zájem a důvěryhodnost.
Další významnější ratingové agentury jsou (podle abecedy): Agusto & Co (Nigérie), AM Best (USA), Chengxin (Čína), Credit Rating Information and Services Limited (Bangladéš), Dagong Europe Credit Rating (Itálie), DBRS (Kanada ), Dun & Bradstreet (USA), Egan-Jones Rating Company (USA), Global Credit Ratings Co (Jižní Afrika), Humphreys Ltd (Chile), ICRA Limited (Indie), Japan Credit Rating Agency (Japonsko), Levin and Goldstein (Zambie), Morningstar, Inc (USA), Muros Ratings (Rusko), Rapid Ratings International (USA), Veda (Austrálie), Wikirating (Švýcarsko).

### Moody's
Agentura byla založena v roce 1914 Johnem Moodym a mezi ostatními agenturami má přibližně 40% tržní podíl. Kromě ratingů provádí ekonomické průzkumy a finanční analýzy komerčních i státních subjektů a poskytuje software pro řízení rizik finančních institucí. Společnost má přibližně 4000 zaměstnanců v 27 státech.

### Standard & Poor's
Společnost vznikla v roce 1941 fúzí Standard Statistics Company a Poor's Publishing Company. Zaměřuje se na poskytování mnoha finančních služeb. Kromě ratingů a jiného hodnocení provádí vlastní ekonomické průzkumy, vytváří několik S & P indexů a je jedním z předních světových poskytovatelů nezávislých informací o investicích. Své pobočky má v 23 zemích a na trhu ratingu má přibližně 40% podíl.

### Fitch Ratings
Společnost založil v roce 1913 John Knowles Fitch a dnes je Fitch Ratings jednou ze tří částí finanční společnosti Fitch Group. Fitch Ratings je mezinárodní ratingová agentura, Fitch Solutions je firma poskytující poradenství a služby finančnímu sektoru a Algorithmics Inc. se zabývá softwarem pro řízení rizik. Fitch Ratings má na trhu menší podíl než předchozí agentury – přibližně 16 %.

## Ratingové stupnice
Jednotlivé ratingové agentury používají ratingové stupnice, které jsou si velmi podobné. Následující stupnice jsou ty nejpoužívanější. Agentury mají i další stupnice, které slouží k ratingovému hodnocení specifických subjektů (např. bank).

### Souhrnná ratingová stupnice
| Moody's       | Moody's            | S&P           | S&P           | Fitch         | Fitch         | Hodnocení                            | Stupeň              |
| ------------- | ------------------ | ------------- | ------------- | ------------- | ------------- | ------------------------------------ | ------------------- |
| Dlouhé období | Krátké období      | Dlouhé období | Krátké období | Dlouhé období | Krátké období | Hodnocení                            | Stupeň              |
| Aaa           | P-1                | AAA           | A-1+          | AAA           | F1+           | Nejvyšší kvalita                     | Investiční stupně   |
| Aa1           | P-1                | AA+           | A-1+          | AA+           | F1+           | Velmi kvalitní                       | Investiční stupně   |
| Aa2           | P-1                | AA            | A-1+          | AA            | F1+           | Velmi kvalitní                       | Investiční stupně   |
| Aa3           | P-1                | AA-           | A-1+          | AA-           | F1+           | Velmi kvalitní                       | Investiční stupně   |
| A1            | P-1                | A+            | A-1           | A+            | F1            | Střední kvalita – vyšší              | Investiční stupně   |
| A2            | P-1                | A             | A-1           | A             | F1            | Střední kvalita – vyšší              | Investiční stupně   |
| A3            | P-2                | A-            | A-2           | A-            | F2            | Střední kvalita – vyšší              | Investiční stupně   |
| Baa1          | P-2                | BBB+          | A-2           | BBB+          | F2            | Střední kvalita – nižší              | Investiční stupně   |
| Baa2          | P-3                | BBB           | A-3           | BBB           | F3            | Střední kvalita – nižší              | Investiční stupně   |
| Baa3          | P-3                | BBB-          | A-3           | BBB-          | F3            | Střední kvalita – nižší              | Investiční stupně   |
| Ba1           | Not Prime Subprime | BB+           | B             | BB+           | B             | Spekulativní                         | Spekulativní stupně |
| Ba2           | Not Prime Subprime | BB            | B             | BB            | B             | Spekulativní                         | Spekulativní stupně |
| Ba3           | Not Prime Subprime | BB-           | B             | BB-           | B             | Spekulativní                         | Spekulativní stupně |
| B1            | Not Prime Subprime | B+            | B             | B+            | B             | Vysoce spekulativní                  | Spekulativní stupně |
| B2            | Not Prime Subprime | B             | B             | B             | B             | Vysoce spekulativní                  | Spekulativní stupně |
| B3            | Not Prime Subprime | B-            | B             | B-            | B             | Vysoce spekulativní                  | Spekulativní stupně |
| Caa1          | Not Prime Subprime | CCC+          | C             | CCC+          | C             | Značná rizika                        | Spekulativní stupně |
| Caa2          | Not Prime Subprime | CCC           | C             | CCC           | C             | Extrémně spekulativní                | Spekulativní stupně |
| Caa3          | Not Prime Subprime | CCC-          | C             | CCC-          | C             | S velmi nízkou perspektivou          | Spekulativní stupně |
| Ca            | Not Prime Subprime | CC            | C             | CC            | C             | S velmi nízkou perspektivou          | Spekulativní stupně |
| C             | Not Prime Subprime | C             | D             | C             | D             | Velmi vysoká pravděpodobnost selhání | Spekulativní stupně |
| C             | Not Prime Subprime | CI            | D             | D             | D             | Velmi vysoká pravděpodobnost selhání | Spekulativní stupně |
| C             | Not Prime Subprime | D             | D             | D             | D             | Velmi vysoká pravděpodobnost selhání | Spekulativní stupně |

### Stupnice pro dlouhodobý rating
| Moody's | Standard & Poor's; Fitch | Zhodnocení |
| ------- | ------------------------ | --- |
| Aaa     | AAA                      | Téměř žádné úvěrové riziko. Vynikající schopnost splnění finančních závazků.                                                                                         |
| Aa1     | AA+                      | Bezpečná investice s nízkým rizikem. |
| Aa2     | AA                       | Bezpečná investice s nízkým rizikem. |
| Aa3     | AA-                      | Bezpečná investice s nízkým rizikem. |
| A1      | A+                       | Bezpečná investice, náchylná na ekonomické změny a negativní vlivy v daném oboru podnikání.                                                                          |
| A2      | A                        | Bezpečná investice, náchylná na ekonomické změny a negativní vlivy v daném oboru podnikání.                                                                          |
| A3      | A-                       | Bezpečná investice, náchylná na ekonomické změny a negativní vlivy v daném oboru podnikání.                                                                          |
| Baa1    | BBB+                     | Středně bezpečná investice vyskytující se často při zhoršených podmínkách v ekonomice. Stále dostatečná schopnost dostát svým závazkům, ale situace se může zhoršit. |
| Baa2    | BBB                      | Středně bezpečná investice vyskytující se často při zhoršených podmínkách v ekonomice. Stále dostatečná schopnost dostát svým závazkům, ale situace se může zhoršit. |
| Baa3    | BBB-                     | Středně bezpečná investice vyskytující se často při zhoršených podmínkách v ekonomice. Stále dostatečná schopnost dostát svým závazkům, ale situace se může zhoršit. |
| Ba1     | BB+                      | Spekulativní investice – dlužník čelí nepříznivým podmínkám a je obtížné předpovídat budoucí vývoj.                                                                  |
| Ba2     | BB                       | Spekulativní investice – dlužník čelí nepříznivým podmínkám a je obtížné předpovídat budoucí vývoj.                                                                  |
| Ba3     | BB-                      | Spekulativní investice – dlužník čelí nepříznivým podmínkám a je obtížné předpovídat budoucí vývoj.                                                                  |
| B1      | B+                       | Spekulativní investice – dlužník čelí nepříznivým podmínkám a očekává se zhoršení situace.                                                                           |
| B2      | B                        | Spekulativní investice – dlužník čelí nepříznivým podmínkám a očekává se zhoršení situace.                                                                           |
| B3      | B-                       | Spekulativní investice – dlužník čelí nepříznivým podmínkám a očekává se zhoršení situace.                                                                           |
| Caa     | CCC                      | Pravděpodobnost selhání nebo jiného přerušení činnosti – závazky nejspíše nebudou splaceny.                                                                          |
| Ca      | CC                       | Pravděpodobnost selhání nebo jiného přerušení činnosti – závazky nejspíše nebudou splaceny.                                                                          |
| C       | C                        | Pravděpodobnost selhání nebo jiného přerušení činnosti – závazky nejspíše nebudou splaceny.                                                                          |
|         | D                        | Velmi vysoká pravděpodobnost selhání. Trvalá neschopnost dlužníka dostát svým závazkům.                                                                              |
|         |                          | |
| WR      |                          | Hodnocení staženo. |
| NR      | NR                       | Subjekt bez ratingu. |

### Stupnice pro krátkodobý rating
| Moody's        | Standard & Poor's | Fitch | Zhodnocení (v rámci krátkého období) |
| -------------- | ----------------- | ----- | --- |
| P-1            | A-1+              | F1+   | Vynikající schopnost plnit své finanční závazky.                                                                                             |
| P-2            | A-1               | F1    | Velmi dobrá schopnost plnit své finanční závazky.                                                                                            |
| P-3            | A-2               | F2    | Uspokojivá schopnost plnit své finanční závazky.                                                                                             |
| P-3            | A-3               | F3    | Nepříznivé ekonomické podmínky by mohly oslabit schopnost dlužníka plnit své finanční závazky.                                               |
| NP (not prime) | B                 | B     | Spekulativní charakter – náchylnost k negativním změnám.                                                                                     |
| NP (not prime) | C                 | C     | Vysoké riziko, že dlužník nebude schopen plnit své finanční závazky. Závislost na ekonomické situaci a podmínkách v daném odvětví podnikání. |
| NP (not prime) | D                 | D     | Dlužník je v prodlení, neplní své finanční závazky.                                                                                          |

## Použití ratingu
Rating používají především investoři, emitenti, investiční banky, makléři a státní instituce.
Investorům rozšiřují ratingové agentury množství investičních možností a poskytují nezávislé a snadno použitelné hodnocení relativního úvěrového rizika. To podstatně zvyšuje efektivitu trhu a snižuje náklady investorům (náklady spojené s analýzami emitentů, ale i náklady spojené s neplněním závazků dlužníků) i emitentům (náklady spojené s obsluhou dluhu.) Rating také umožňuje snadnější přístup na kapitálové trhy pro ty, kteří by jinak mohli být vyloučeni – malé vlády, začínající společnosti a podobně.
Emitenti spoléhají na rating jako na nezávislé ověření jejich schopností dostát svým závazkům. Emise musí mít většinou alespoň jedno ratingové hodnocení, aby byla úspěšná (bez takového hodnocení může být cena nabízená investory příliš nízká.) Institucionální investoři obvykle preferují emise, které mají alespoň tři ratingová hodnocení.
Investiční banky a makléři používají ratingová hodnocení při výpočtu rizika svého portfolia. I v případě vlastního hodnocení srovnávají své výsledky s hodnocením ratingových agentur.
Regulatorní orgány používají a kontrolují používání pouze vybraných ratingů od určitých ratingových agentur. Například v rámci dohody Basel II dovoluje bankovní dohled bankám používat při výpočtu kapitálových rezerv (odpovídajících riziku, které banka podstupuje) pouze ratingová hodnocení od schválených ratingových agentur.

## Kritika
V souvislosti s finanční krizí byla hodnota ratingů velmi zpochybněna. Agentury byly kritizovány především za to, že udělovaly nejvyšší ratingy i instrumentům, které těchto kvalit nedosahovaly. Mnoho investorů například věřilo, že vlastní zajištěné dluhové obligace (CDO), které jsou téměř bezrizikové (AAA). Ty však později ztratily hodnotu a staly se zcela neprodejné.
Agentury jsou také často kritizovány za to, že nepřistupují ke všem hodnoceným společnostem zcela nezávisle a nezahrnují do hodnocení všechna známá rizika.
Rating je odhad, ale může zpětně působit na hodnocený subjekt: snížení ratingu jeho situaci na trhu obecně zhorší a může působit jako „sebenaplňující proroctví“.